# Ameletus tarteri
Ameletus tarteri är en dagsländeart som beskrevs av Burrows 1987. Ameletus tarteri ingår i släktet Ameletus och familjen Ameletidae. Inga underarter finns listade i Catalogue of Life.